# Словакия
Словакия (на словашки: Slovensko), официално име Словашка република (на словашки: Slovenská republika) е република в Централна Европа. Тя няма излаз на море и граничи с Чехия на северозапад, с Полша на север, с Украйна на изток, с Унгария на юг и с Австрия на югозапад. От 2004 Словакия е страна-членка на Европейския съюз и НАТО. Словакия е сред основателките на Инициатива „Три морета“ през 2016 г. Последните реформи на правителството, достъпът до средства на Европейския съюз, както и целенасочените инвестиции в инфраструктурно и благоустройствено развитие, правят Словакия една от най-бързо развиващите се икономики в Централна и Източна Европа.

## История
Земите на Словакия са заселени със славяни през V век. Те създават „праславянска“ държава, известна като княжество Нитра. През VІІІ век се слива със съседна Моравия, създавайки държавата Великоморавия, която през 829 достига златния си век с делото на светите братя Кирил и Методий при управлението на княз Ростислав. Самият Св. Методий умира и е погребан в Моравия. По-късно последователите на двамата братя са прогонени от Великоморавия в Средновековна България заради преориентиране на политиката на Великоморавия от Византия към Германия.
След разпада на Великоморавия през Х век, през следващите 1000 години земите на Словакия стават част от кралство Унгария. Заради особеното си икономическо и културно значение, през първите два века Словакия запазва известна автономия в рамките на Унгария като княжество Нитра. Днешният етнически облик на Словакия се оформя още тогава чрез навлизането на немци, власи и унгарци на словашките земи.
През 1241 г. Словакия попада под удара на монголското нашествие, но се възстановява и бележи културен разцвет през Средновековието. След османското нашествие през ХVІ век центърът на кралство Унгария се премества към Словакия и днешна Братислава, позната тогава като Pressburg, Pressporek, Posonium, Posony, става за кратко столица на Унгарското кралство през 1536 г. След изтеглянето на турците от Унгария през ХVІІІ век, влиянието на Словакия в унгарската държава отслабва.
По време на Революцията през 1848 – 1849 г. словаците подкрепят Австрийската империя и по-специално Хабсбургите, надявайки се това да им спечели независимост от Унгария, но опитите им пропадат. По времето на Австро-Унгария от 1868 до 1918 г. словашките земи стават жертва на потисничество под формата на маджаризация.
През 1918, Словакия се обединява с чешките земи Бохемия и Моравия и заедно сформират Чехословакия. По време на хаоса след разпадането на Австро-Унгария Словакия за кратко време (през 1919 г.) става Словашка съветска република.
В периода между двете световни войни страната е част от Чехословакия. През 1938 Мюнхенското споразумение слага край на Чехословакия и Словакия се обособява като отделна държава – Първа словашка република, начело с Йозеф Тисо. Новата държава има формална независимост, но е стриктно контролирана от Нацистка Германия. Това не остава без вътрешна съпротива, водеща до Словашкото национално въстание през 1944, силно подкрепено от учещите там български студенти, в чиято признателност е издигнат и паметник.
След Втората световна война Чехословакия отново се обединява и попада в съветската сферата на влияние. Като член на социалистическия лагер, подписва Варшавския пакт през 1955. През 1969, след Пражката пролет, държавата Чехословакия става федерация от Чешката и Словашката социалистически републики.
След края на комунизма през 1989 и след Нежната революция Словакия и Чехия поемат по свой отделен път от 1 януари 1993. През май 2004 Словакия се присъединява към Европейския съюз. През същата година се присъединява и към НАТО.

## География
Голяма част от територията на Словакия е заета от Карпатите с най-висок връх Герлаховски Щит – 2655 м. Главните реки са Дунав (плавателна) и два негови притока – Вах и Хрон. В източната част на страната малка територия заема долината на река Тиса. Около 45% от територията е покрита с гори – главно иглолистни и смесени.

## Политика
Главни политически партии:
| Партия                                   | Места в парламента (2016) | Идеология               |
| ---------------------------------------- | ------------------------- | ----------------------- |
| Посока - социална демокрация             | 49                        | Социалдемокрация        |
| Свобода и солидарност                    | 21                        | Либерализъм             |
| Обикновени хора и независими личности    | 19                        | Консерватизъм           |
| Словашка национална партия               | 15                        | Национализъм            |
| Котлеба - Народна партия „Наша Словакия“ | 14                        | Национализъм            |
| Семейство сме                            | 11                        |                         |
| Мост                                     | 11                        | Либерален консерватизъм |
| Мрежа                                    | 10                        | Консерватизъм           |

## Административно деление
В административно отношение Словакия се дели на 8 края:
| №  | Край                 | на словашки          | Адм. център     | Карта |
| -- | -------------------- | -------------------- | --------------- | ----- |
| 1. | Братиславски край    | Bratislavský kraj    | Братислава      |       |
| 2. | Търнавски край       | Trnavský kraj        | Търнава         |       |
| 3. | Тренчински край      | Trenčiansky kraj     | Тренчин         |       |
| 4. | Жилински край        | Žilinský kraj        | Жилина          |       |
| 5. | Прешовски край       | Prešovský kraj       | Прешов          |       |
| 6. | Нитрански край       | Nitriansky kraj      | Нитра           |       |
| 7. | Банскобистришки край | Banskobystrický kraj | Банска Бистрица |       |
| 8. | Кошицки край         | Košický kraj         | Кошице          |       |

От своя страна краищата се делят на няколко окръзи (на словашки: okresy). Общо в цялата страна те наброяват 79.

## Стопанство
Словакия е индустриално-аграрна страна с богати залежи на минерали, руди и твърди горива. Най-добре развити са химическата промишленост, металургията, машиностроенето, текстилната промишленост. Добре застъпени са земеделието и животновъдството.

## Население
| - Етнически групи - словаци 85,8% - унгарци 9,7% - цигани 1,7% - чехи 0,8% - руси 0,4% - украинци 0,2% - немци 0,1% - други 1,3% | - Религиозна принадлжност - римокатолици 68,9% - лютеранци 10,8% - католици униати 4,1% - калвинисти 2% - православни 0,9% - други 0,3% - атеисти 13% |

Католическата църква в Словакия е разделена на 3 митрополии (църковни провинции) – две от римски обред (Братислава и Кошице) и една от византийско-славянски обред (Прешов), както и един военен ординариат:
- Братиславска митрополия:
  - Братиславска архиепархия
  - Търнавска архиепархия
  - Банско-Бистричка епархия
  - Нитранска епархия
  - Жилинска епархия
- Кошицка митрополия:
  - Кошицка архиепархия
  - Рожнявска епархия
  - Спишка епархия

- Прешовска митрополия:
  - Прешовска архиепархия
  - Братиславска епархия
  - Кошицка епархия
- Военен ординариат

## Култура

### Преса
През 2015 г. Словакия е на 14-о място по свобода на пресата в света по данни на Репортери без граници (+ 6 места спрямо предходната година).

## Други
- Комуникации в Словакия
- Транспорт в Словакия
- Въоръжени сили на Словакия
- Външна политика на Словакия